# Agouticarpa spinosa
Agouticarpa spinosa là một loài thực vật có hoa trong họ Thiến thảo. Loài này được C.H.Perss. & Delprete mô tả khoa học đầu tiên năm 2008.